# Fourmarierita
Fourmarierita é um mineral raro da classe mineral de óxidos e hidróxidos. Cristaliza no sistema de cristal ortorrômbico com a composição química 
Pb(UO2)4O3(OH)4•4H2O.
A fourmarierita desenvolve cristais tabulares pseudo-hexagonais de até cerca de dois milímetros de tamanho, do amarelo ao amarelo dourado, de cor vermelho-alaranjado a vermelho-dourado a carmesim ou marrom-avermelhado a marrom e com brilho de diamante nas superfícies.

## Etimologia
Fourmarierita foi descrita pela primeira vez por Henri Buttgenbach em 1924. Seu nome é uma homenagem a Paul Fourmarier, professor de geologia da Universidade de Lieja, na Bélgica. O mineral-tipo é mantido na Universidade de Lieja (nº de catálogo 16871,16872) e no Museu de História Natural de Paris (nº de catálogo 124–181).